# D (letter)

Een aantal voorbeelden van de letter D

De letter D is de vierde letter van het moderne Latijnse alfabet.
De semitische letter Dâlet stamt vermoedelijk af van het logogram van een vis of een deur. Er zijn verschillende Egyptische hiërogliefen die mogelijk als inspiratie hebben gediend voor dit gebruik.
In het Semitisch, het Oudgrieks (modern Grieks /ð/) en het Latijn werd de letter uitgesproken als /d/, in het Etruskische alfabet was de letter overbodig maar wel aanwezig.
De Griekse hoofdletter Delta is de Δ, de δ is de kleine letter.
- In het internationale spellingsalfabet wordt de D weergegeven door middel van het woord Delta.
- In het Nederlands telefoonalfabet wordt de D weergegeven door middel van het woord Dirk.
- In het Amerikaans telefoonalfabet wordt de D weergegeven door middel van het woord David.

| O31 |

| O31 |